# Tảo xoắn
Tảo xoắn (tên khoa học là Spirulina platensis) là một loại Cyanobacteria (Vi khuẩn lam) dạng sợi xoắn màu xanh lục, chỉ có thể quan sát thấy hình xoắn sợi do nhiều tế bào đơn cấu tạo thành dưới kính hiển vi, và thường bị hiểu nhầm là dạng vi tảo. Những nghiên cứu mới nhất lại cho biết chúng cũng không phải thuộc chi Spirulina mà lại là thuộc chi Arthrospira. Tên khoa học hiện nay của loài này là Arthrospira platensis, thuộc bộ Oscilatoriales, họ Cyanobacteria. Tảo Spirulina đã được nghiên cứu từ nhiều năm nay. Chúng có những đặc tính ưu việt và giá trị dinh dưỡng cao. Các nhà khoa học trên thế giới đã coi tảo Spirulina là sinh vật có ích cho loài người. Loại tảo này do tiến sĩ Clement người Pháp tình cờ phát hiện vào những năm 1960 khi đến hồ Tchad ở Trung Phi. Nhà khoa học này không khỏi kinh ngạc khi vùng đất cằn cỗi, đói kém quanh năm nhưng những thổ dân ở đây rất cường tráng và khỏe. Khi Clement tìm hiểu về thức ăn của họ, bà phát hiện trong mùa không săn bắn, họ chỉ dùng một loại bánh màu xanh mà nguyên liệu chính là thứ họ vớt lên từ hồ. Qua phân tích, bà phát hiện ra loại bánh có tên Dihe này chính là tảo Spirulina.
Cơ quan quản lý thực phẩm và dược phẩm Hoa Kỳ (FDA) công nhận nó là một trong những nguồn protein tốt nhất.

## Giá trị dinh dưỡng
Hàm lượng protein trong Spirulina thuộc vào loại cao nhất trong các thực phẩm hiện nay, 56%-77% trọng lượng khô, cao hơn 3 lần thịt bò, cao hơn 2 lần trong đậu tương...
Hàm lượng vitamin rất cao. Cứ 1 kg tảo xoắn Spirulina chứa 55 mg vitamin B1, 40 mg vitamin B2, 3 mg vitamin B6, 2 mg vitamin B12, 113 mg vitamin PP, 190 mg vitamin E, 4.000 mg caroten trong đó β-Caroten khoảng 1700 mg (tăng thêm 1000% so với cà rốt), 0,5 mg axít folic,inosit khoảng 500-1.000 mg..
Hàm lượng khoáng chất có thể thay đổi theo điều kiện nuôi trồng, thông thường sắt là 580–646 mg/kg(tăng thêm 5.000% so với rau chân vịt), mangan là 23–25 mg/kg, Mg là 2.915-3.811/kg, selen là 0,4 mg/kg, calci, kali, phosphor đều khoảng là 1.000-3.000 mg/kg hoặc cao hơn (hàm lượng calci tăng hơn sữa 500%).
Phần lớn chất béo trong Spirulina là axít béo không no, trong đó axít linoleic 13.784 mg/kg, γ-linoleic 11.980 mg/kg. Đây là điều hiếm thấy trong các thực phẩm tự nhiên khác.
Hàm lượng cacbon hydrat khoảng 16,5%, hiện nay đã có những thông tin dùng glucoza chiết xuất từ tảo Spirulina để tiến hành những nghiên cứu chống ung thư .
Hàm lượng vitamin D trong tảo xoắn là 120.000 Iu/100g.

## Tác dụng

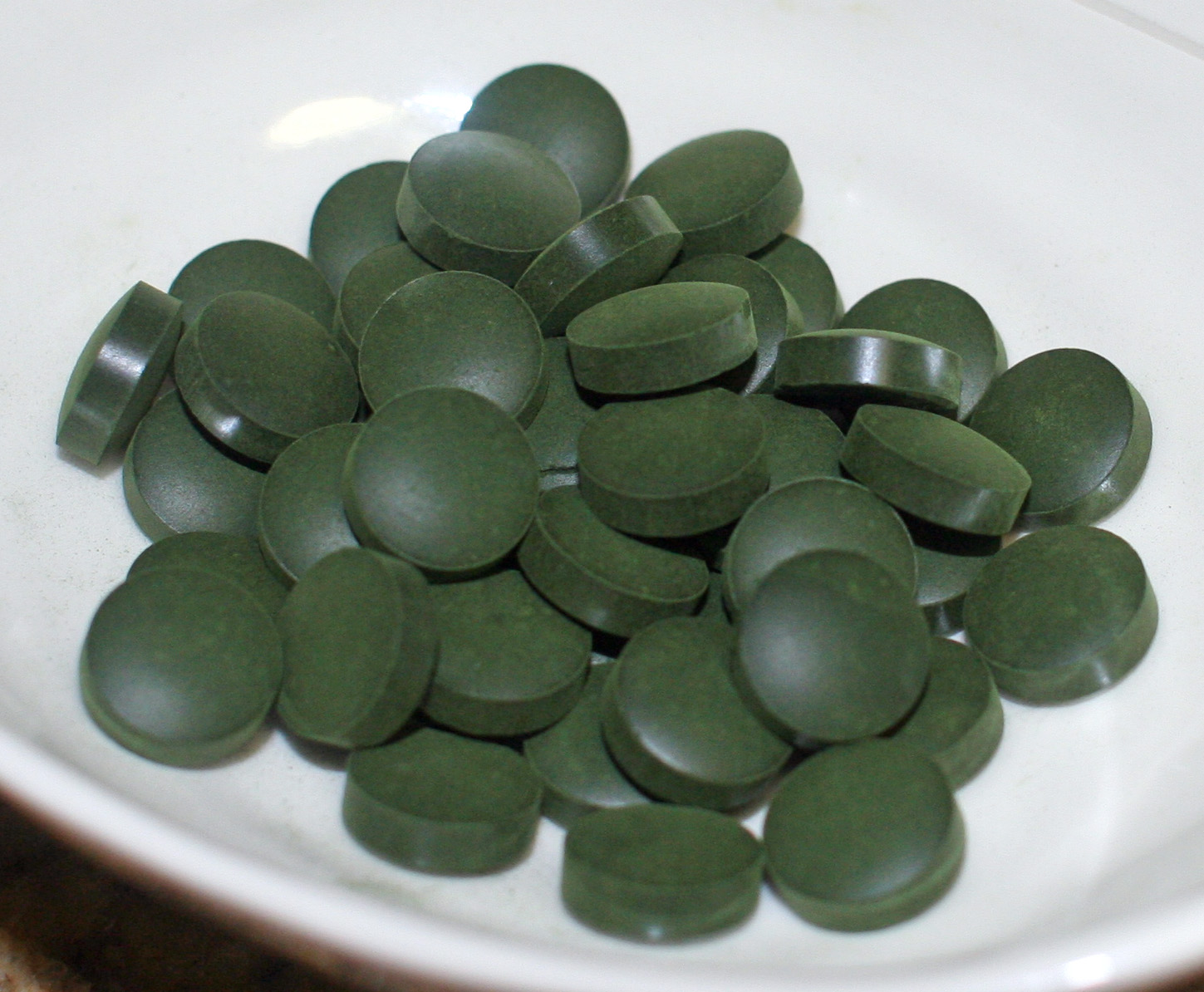
Thuốc chế từ tảo xoắn

- Tảo spirulina có chứa phong phú các amino acid cần thiết như lysin, threonin...rất quan trọng cho trẻ, đặc biệt là trẻ thiếu sữa mẹ. Hàm lượng khoáng chất và các nguyên tố vi lượng phong phú có thể phòng tránh bệnh thiếu máu do thiếu dinh dưỡng một cách hiệu quả, và cũng là nguồn bổ sung dinh dưỡng rất tốt cho trẻ lười ăn.
- Trong tảo Spirulina có chứa nhiều loại chất chống lão hóa như β-caroten, vitamin E, axít γ-linoleic. Những chất này có khả năng loại bỏ các gốc tự do thông qua tác dụng chống oxy hóa, làm chậm sự lão hóa của tế bào, đồng thời sắt, calci có nhiều trong tảo vừa dễ hấp thụ vừa có tác dụng phòng và hỗ trợ điều trị các bệnh thường gặp ở người già như thiếu máu, xốp xương. Các nhà khoa học người Nhật nghiên cứu cho rằng người trung niên và người già dùng tảo Spirulina và chịu khó vận động là bí quyết trường thọ của con người. Ý nghĩa bảo vệ sức khỏe của tảo Spirulina là ở chỗ sau khi dùng, tất cả các loại dinh dưỡng mà cơ thể cần đều được bổ sung cùng một lúc, có lợi cho việc trao đổi chất, đồng hóa tổ chức, tăng cường sức đề kháng từ đó đạt được mục đích phòng chống bệnh tật và thúc đẩy phục hồi sức khỏe. Ở Nhật Bản, người già không coi tảo Spirulina là một biện pháp bảo vệ sức khỏe tạm thời mà là để bảo vệ sức khỏe lâu dài để hạn chế chi phí thuốc men và viện phí.
- Dinh dưỡng chuẩn, khả năng chống ung thư, chống HIV/AIDS.
- Sản phẩm chống suy dinh dưỡng rất tốt cho trẻ em, người già và một số đối tượng khác như người bệnh sau phẫu thuật, thiểu năng dinh dưỡng...
- có thể dùng tảo Spirulina trộn với mật ong loại tốt(hoặc lòng trắng trứng gà ta) để làm dưỡng da rất hiệu quả.
- có thể dùng tảo Spirulina hỗ trợ trong điều trị bệnh viêm gan, suy gan, bệnh nhân bị cholesterol máu cao và viêm da lan tỏa, bệnh tiểu đường, loét dạ dày tá tràng và suy yếu hoặc viêm tụy, bệnh đục thủy tinh thể và suy giảm thị lực, bệnh rụng tóc...
- Các nhà nghiên cứu đã chứng minh tảo Spirulina làm tăng sức đề kháng với nghịch cảnh và tăng sức dẻo dai trong vận động.
- Với liều dùng vừa phải, Spirulina làm cân bằng dinh dưỡng, tổng hợp các chất nội sinh, tăng hormon và điều hòa sinh lý, khiến cho người đàn ông có một "sức mạnh" tự nhiên, bền vững.
- Khi dùng Spirulina, các hoạt chất của nó sẽ điều hòa hormon, làm cân bằng cơ thể, khiến người phụ nữ trở nên "ướt át" hơn, cơ thể sẽ trẻ ra, biểu hiện rõ nhất trên làn da.

Ngoài ra tảo Spirulina có những tác dụng đã và đang được các nhà khoa học nghiên cứu như tác dụng kích thích tế bào tủy xương, hồi phục chức năng tạo máu, chức năng giảm mỡ máu, giảm huyết áp, dưỡng da, làm đẹp.